# Megaphobema
Genre
Megaphobema est un genre d'araignées mygalomorphes de la famille des Theraphosidae.

## Distribution
Les espèces de ce genre se rencontrent au Brésil, au Pérou, en Équateur et en Colombie.

## Liste des espèces
Selon World Spider Catalog (version 25.0, 26/02/2024) :
- Megaphobema lakoi (Mello-Leitão, 1943)
- Megaphobema robustum (Ausserer, 1875)
- Megaphobema teceae Pérez-Miles, Miglio & Bonaldo, 2006
- Megaphobema velvetosoma Schmidt, 1995

## Systématique et taxinomie
Ce genre a été décrit par Pocock en 1901 dans les Aviculariidae.

## Publication originale
- Pocock, 1901 : « Some new and old genera of South American Avicularidae. » Annals and Magazine of Natural History, sér. 7, vol. 8, p. 540-555 (texte intégral).